# جواهرات شانکارا
جواهرات شانکارا 
(به تلوگویی: Sankarabharanam) فیلمی محصول سال ۱۹۸۰ و به کارگردانی کاسیناتونی ویسوانت است. در این فیلم بازیگرانی همچون جی.وی. سومایاجلو، مانجو برگاوی، چاندرا موهان ایفای نقش کرده‌اند.